# Liscate
Liscate (Liscàa in dialetto milanese) è un comune italiano di 3 994 abitanti della città metropolitana di Milano in Lombardia.
Il comune fa parte del territorio della Martesana.

## Geografia fisica
Liscate è un piccolo comune a meno di 3 chilometri a sud di Melzo, lungo l'asse della strada provinciale Rivoltana, che oltre al nucleo storico originario e ad alcune cascine comprende una recente zona residenziale.

## Origini del nome
Liscate, secondo Flechia e Olivieri, prende il nome dalla pianta lisca: trattasi di una pianta di palude che ancora oggi cresce sui territori del paese, utilizzata per la produzione della parte vegetale dei fiaschi di vino. Da qui l'adozione del nome di Liscate. Antiche popolazioni nordiche hanno scoperto e utilizzato questa pianta durante il loro passaggio sul territorio liscatese. Secondo Gerhard Rohlfs deriverebbe anche dal nome di persona Luscus, con suffisso -ate.

## Storia

### Simboli
Lo stemma e il gonfalone sono stati concessi con DPR del 5 dicembre 1974.
Non sono note le origini di questo stemma. Si pensa che possa essere stato creato per differenziarsi dagli emblemi degli altri comuni.
Il gonfalone è un drappo trinciato di rosso e di bianco.

## Monumenti e luoghi d'interesse
La chiesa dei Santi Giorgio e Lorenzo presenta un caratteristico campanile, posto nel sito di un precedente edificio sacro alto-medievale, preceduto a sua volta da un insediamento romano.
Nel paese si trova pure un monumento di ringraziamento, da parte dei Liscatesi, alla memoria del letterato Alessandro Manzoni che, nella sua opera I promessi sposi, citò il comune milanese.
Presso i territori liscatesi sono stati trovati resti di un'area dedicata alla dea Giunone.

## Società

### Evoluzione demografica
- 500 nel 1751
- 834 nel 1771
- 900 nel 1805
- annessione a Settala nel 1811
- 902 nel 1853
- 1 034 nel 1859

Abitanti censiti

## Cultura

### Letteratura
Liscate fu citata da Alessandro Manzoni nel capitolo XVI de I promessi sposi: